# Étienne Canals
Étienne Joseph Valentin Canals, né le 18 janvier 1888 à Palau-del-Vidre et mort le 29 octobre 1971 dans la même commune, est un professeur de chimie et de pharmacie français.

## Biographie
Étienne Canals est reçu comme docteur en pharmacie en 1916 et docteur en sciences physiques en 1920 à l'Université de Montpellier, puis agrégé de pharmacie.
Professeur de physique appliquée à la chimie et à la biologie à la Faculté de Pharmacie de Montpellier, dont il est le doyen de 1946 à 1958.
Il occupe par ailleurs les fonctions de pharmacien en chef des hôpitaux de Montpellier de 1920 à 1921 et celles d'inspecteur en chef des pharmacies de 1927 à 1941.
Il est membre du comité consultatif de l'enseignement supérieur, de la commission de réforme des études de pharmacie et du conseil d'hygiène du département de l'Hérault.
Étienne Canals est élu membre de l'Académie des sciences et lettres de Montpellier en 1940 et correspondant national de l'Académie nationale de médecine pour la division de pharmacie le 4 mars 1947. Il est le fondateur et premier président de la Société française de pharmacie de la Méditerranée latine (SPML).

## Distinctions
- Officier de la Légion d'honneur.
- Officier de l'Instruction publique.

## Travaux
Il réalise des travaux sur la physicochimie des sucs végétaux, la radioactivité des eaux sulfureuses pyrénéennes et les applications de l'effet Raman.
On lui doit plusieurs publications :
- Étude pharmacochimique du plâtre chirurgical (thèse de doctorat en médecine soutenue en 1916)
- Du rôle physiologique du magnésium chez les végétaux (thèse de doctorat en sciences physiques soutenue en 1920)
- Sur la stabilité des émulsions gommeuses d'huile (1926)
- Sur la fluorescence des sels de quinine (1935)
- Sur la dépolarisation des raies Raman (1937)
- Adsorption de quelques ions métalliques en solution très diluées (1950)

## Hommages et distinctions
Il est officier de l'Instruction publique (1929) et officier de la Légion d'honneur (1957). Il est également décoré de l'ordre de la Santé publique (1954) et commandeur de l'ordre de la Santé publique espagnole (1956).
Depuis 1964, une médaille en son hommage est décerné par la Société française de pharmacie de la Méditerranée latine.
Une place de Palau-del-Vidre est baptistée en son honneur. Il donne également son nom à une salle de la Faculté de Pharmacie de Montpellier, qui accueille le musée de la pharmacie.